# Kellmünz an der Iller
Kellmünz an der Iller est une commune de Bavière (Allemagne), située dans l'arrondissement de Neu-Ulm, dans le district de Souabe.